# Maassluis West (Metro de Roterdão)
Maasluis West, é uma das estações da linha B do metro de Roterdão, localizada na cidade de Maasluis.